# Arnold Ruge
Arnold Ruge (Bergen auf Rügen, 13 settembre 1802 – Brighton, 31 dicembre 1880) è stato un filosofo e scrittore tedesco.

## Biografia
Nato sull'isola di Rügen, studiò a Heidelberg. Sostenitore della Germania libera e unita finì in carcere per 5 anni, nel 1825. In seguito si trasferì a Halle dove pubblicò alcuni drammi, traduzioni da testi greci e entrò in contatto con i giovani hegeliani.
Nell'autunno 1837 (il primo numero uscì il 1º gennaio 1838) Ruge – allora libero docente all'Università di Halle – fondò insieme a Theodor Echtermeyer (1805-1844) gli «Hallische Jahrbücher» (Annali di Halle). 
A causa della tendenza sempre più liberale e progressista del giornale – che in pochi anni era diventato l'organo ufficiale dei Giovani hegeliani, potendo vantare tra i suoi collaboratori inter alia Bruno Bauer, Ludwig A. Feuerbach, Michail Bakunin, Karl Friedrich Köppen, Karl Nauwerck, David Friedrich Strauß, Max Stirner, Friedrich Engels e Karl Marx – il governo prussiano intimò a Ruge di spostare la stampa da Lipsia ad Halle, in modo da poter sottoporre il giornale alla censura prussiana. 
Ruge reagì a questo giro di vite reazionario della Prussia di Federico Guglielmo IV spostando la redazione del giornale da Halle a Dresda e cambiando il titolo in «Deutsche Jahrbücher» (Annali tedeschi). I «Deutsche Jahrbücher» furono definitivamente proibiti il 3 gennaio 1843 a causa del radicalizzarsi delle posizioni in materia di religione e politica dei Giovani hegeliani.
A Parigi Ruge fu in seguito coeditore con Marx dei Deutsch-Französische Jahrbücher (Annali franco-tedeschi) poco prima di divenire il coordinatore delle attività dell'estrema sinistra nei movimenti rivoluzionari del 1848.
Nel 1850 si trasferì a Brighton dove insegnò e scrisse, limitando la sua attività politica ad un sostegno pubblico alla Prussia tra il 1866 e il 1870.

## Opere
- Gesammelte Schriften, Mannheim, Grohe Verlag, 1846, 10 voll.
- Sämtliche Werke, Mannheim, Grohe Verlag, 1847-1848, 10 voll.
- Aus früherer Zeit, Berlin, Duncker, 1862-1867, 4 voll.
- Arnold Ruges Briefwechsel und Tagebuchblätter aus den Jahren 1825-1880, hrsg. von Paul Nerrlich, Berlin, Weidmannsche Buchhandlung, 1885-1886, 2 voll.

## Traduzioni italiane
- ARNOLD RUGE – KARL MARX et alii, Annali franco-tedeschi, a cura di Gian Mario Bravo, Milano, Edizioni del gallo, 1965 (Nuova edizione: Bolsena, Massari Editore, 2001).
- A. RUGE et alii, «Annali di Halle» e «Annali tedeschi» (1838-1843), a cura di G.A. De Toni, Firenze, La nuova Italia, 1981.

## Letteratura critica
- NEHER, WALTER, Arnold Ruge als Politiker und politischer Schriftsteller. Ein Beitrag zur deutschen Geschichte des 19. Jahrhunderts, Heidelberg, Carl Winters Universitätsbuchhandlung, 1933.
- VACCARO, GIANBATTISTA, Il concetto di democrazia in Arnold Ruge, Milano, Franco Angeli, 1987.